# Уніслав-Шльонський
Уніслав-Шльонський (пол. Unisław Śląski, нім. Langwaltersdorf) — село в Польщі, у гміні Мерошув Валбжиського повіту Нижньосілезького воєводства.
Населення — 637 осіб (2011).
У 1975-1998 роках село належало до Валбжиського воєводства.

## Демографія
Демографічна структура станом на 31 березня 2011 року:
|          | Загалом | Допрацездатний вік | Працездатний вік | Постпрацездатний вік |
| -------- | ------- | ------------------ | ---------------- | -------------------- |
| Чоловіки | 301     | 43                 | 228              | 30                   |
| Жінки    | 336     | 67                 | 205              | 64                   |
| Разом    | 637     | 110                | 433              | 94                   |